# مانويل باسكوال
مانويل باسكوال (بالإيطالية: Manuel Pasqual)‏، (سان دونا دي بيافي، 13 مارس 1982)، لاعب كرة قدم إيطالي.
بدأ مسيرته الكروية مع نادي درثونا في موسم 1999/2000، وشارك معهم في 15 مباراة، وفي موسم 2000/2001 انتقل إلى نادي بوردينوني، ولعب معهم 30 مباراة وسجل هدف واحد، وفي موسم 2001/2002 انتقل إلى نادي تريفيزو، وشارك معهم في مباراتين، وفي عام 2002 انتقل إلى نادي أريتسو، ولعب معهم حتى عام 2005، وشارك معهم في 108 مباراة وسجل 3 أهداف، ومنذ عام 2005 وهو يلعب مع نادي فيورنتينا.
و قد بدأ باللعب مع منتخب إيطاليا لكرة القدم في عام 2006.

## روابط خارجية
- مانويل باسكوال على موقع الاتحاد الأوربي (الإنجليزية)
- مانويل باسكوال على موقع قاعدة بيانات كرة القدم.إي يو (الإنجليزية)
- مانويل باسكوال على موقع ناشيونال فوتبول تيمز (الإنجليزية)
- مانويل باسكوال على موقع Soccerway.com (الإنجليزية)
- مانويل باسكوال على موقع عالم كرة القدم.نت (الإنجليزية)
- مانويل باسكوال على موقع كووورة
- مانويل باسكوال على موقع AS.com (الإسبانية)